# خاویر گراندولی
خاویر گراندولی (انگلیسی: Javier Grandoli؛ زادهٔ ۲۵ ژوئیهٔ ۱۹۶۹) بازیکن فوتبال اهل آرژانتین است.